# Восстание Хаджи Продана
Восстание Хаджи Продана (серб. Хаџи-Проданова буна/Hadži-Prodanova buna) состоялось в период между первым сербским восстанием и вторым сербским восстанием сербской революции против Османской империи. Было организовано воеводой Хаджи-Проданом (1760—1825) в сентябре 1814 года.

## История
Несмотря на крах первого восстания в 1813 году, напряженность в Белградском пашалыке тем не менее сохранялась. Новый мятеж в Пожешской нахии возник внезапно. Поводом для него стал конфликт между сербами и турками у монастыря Трава в середине сентября 1814 года. Организаторами стычки были игумен Паисий и Михайло, брат воеводы Хаджи-Продана. Конфликт перерос в восстание под руководством Хаджи-Продана. Это восстание было предложено возглавить Милошу Обреновичу, но он счёл его плохо подготовленным, поскольку мятежники не имели достаточного количества оружия, и не стал оказывать помощь. При участии Милоша Обреновича восстание было подавлено. Пленных мятежников отвезли в Белград, где 115 из них были отрублены головы, а игумен Паисий и ещё 36 человек были посажены на кол. Самому Хаджи-Продану удалось сбежать в Австрию. После провала восстания Османы усилили гонения на сербов, включая высокие налоги и принудительный труд. В марте 1815 сербы провели несколько митингов и приняли решение поднять новый мятеж, известный как второе сербское восстание.